# Lockney
Lockney – miasto w Stanach Zjednoczonych, w stanie Teksas, w hrabstwie Floyd.